# Mandriva Linux
La Mandriva Linux (anteriorment anomenada Mandrake o Mandrake Linux) fou una distribució comercial francesa sorgida l'any 1998 amb l'objectiu de fer arribar el Linux a l'usuari d'escriptori estàndard, amb pocs coneixements informàtics. És per això que disposava d'un procés d'instal·lació molt guiat, facilitant molt la feina a l'usuari, i reconeixia una gran quantitat de dispositius de maquinari. A més era compatible amb la distribució RedHat, ja que utilitzaven el mateix sistema d'empaquetar el programari. Aquest sistema s'anomena RPM.
El conjunt d'assistents i eines de Mandriva estaven traduïdes a més de 60 llengües, entre elles el català. De la traducció al català se n'encarregava Softcatalà, posteriorment la va dur a terme l'Albert Astals Cid i actualment el projecte està abandonat.
L'última versió del Mandriva va ser la versió de 2011. La majoria dels desenvolupadors de Mandriva Linux van passar a contribuir al projecte successor Mageia. A data de 2013 la web oficial de la distribució Mandriva ja no estava en línia.

## Edicions
Durant el període en què es desenvolupà Mandriva Linux, fou una de les distribucions més conegudes i estava disponible en sis versions diferents:
- Powerpack: versió DVD de pagament amb programari que no era el 100% lliure (gratuït i de codi obert), disponible en versió 32 i 64bits.
- ONE: versió autoexecutable des d'un CD, és gratuït però conté controladors no lliures, només disponible en 32bit.
- FREE: Versió DVD la qual el programari instal·lat és lliure (gratuït i de codi obert), només disponible en 32bit.
- FLASH: Versió que es ven conjuntament amb una memòria flash, pots dur el teu sistema Linux a qualsevol ordinador.

Per a empreses
- Enterprise Server 5: Servidor Linux per a professionals.
- Pulse 2: La solució de codi lliure (Open Source) per a la gestió d'infraestructura de TI heterogenis.

### Versions
Des de 2007, Mandriva es publicava en un cicle de 6 mesos, d'una forma semblant a Ubuntu i Fedora Core. La primera versió de l'any simplement rep el nom de l'any, mentre que la segona versió de l'any és coneguda com a Spring per tal de distingir-la de l'altra versió del mateix any.

## Història

### El canvi de nom: de Mandrake a Mandriva
Mandrakesoft va anunciar en una nota de premsa el 31/3/2005 que comprava l'empresa de programari Conectiva. En una altra nota de premsa el 7/4/2005, l'empresa anunciava el seu canvi de nom i des d'aleshores s'anomena Mandriva.

### Versions en desenvolupament
L'arbre de desenvolupament de Mandriva era conegut com a Cooker. Aquest arbre era directament publicat com una versió nova estable.

### Taula de versions
| Any  | Versió | Nom                                  |
| ---- | ------ | ------------------------------------ |
| 1998 | 5.1    | Venice                               |
| 1998 | 5.2    | Leeloo                               |
| 1999 | 5.3    | Festen                               |
| 1999 | 6.0    | Venus                                |
| 1999 | 6.1    | Helios                               |
| 2000 | 7.0    | Air                                  |
| 2000 | 7.1    | Helium                               |
| 2000 | 7.2    | Odyssey (called Ulysses during beta) |
| 2001 | 8.0    | Traktopel                            |
| 2001 | 8.1    | Vitamin                              |
| 2002 | 8.2    | Bluebird                             |
| 2002 | 9.0    | Dolphin                              |
| 2003 | 9.1    | Bamboo                               |
| 2003 | 9.2    | FiveStar                             |
| 2004 | 10.0   | Community and Official               |
| 2004 | 10.1   | Community                            |
| 2004 | 10.1   | Official                             |
| 2005 | 10.2   | Limited Edition 2005                 |
| 2005 | 2006.0 | Mandriva Linux 2006                  |
| 2006 | 2007   | Mandriva Linux 2007                  |
| 2007 | 2007.1 | Mandriva Linux 2007 Spring           |
| 2007 | 2008.0 | Mandriva Linux 2008                  |
| 2008 | 2008.1 | Mandriva Linux 2008 Spring           |
| 2008 | 2009.0 | Mandriva Linux 2009                  |
| 2009 | 2009.1 | Mandriva Linux 2009 Spring           |
| 2009 | 2010.0 | Mandriva Linux 2010                  |